# Johann Andreas Benignus Bergsträsser
Johann Andreas Benignus Bergsträsser, auch Bergsträßer, (* 31. Dezember 1732 in Idstein; † 24. Dezember 1812 in Hanau) war ein deutscher Lehrer und Entomologe.

## Leben
Johann Bergsträßer studierte ab 1751 in Jena und ab 1752 in Halle Evangelische Theologie und Philologie. Noch während des Studiums war er 1756 bis 1758 Lehrer am Waisenhaus in Halle. 1759 ging er in die Niederlande, da er Prediger an der Gesandtschaft in Madrid werden wollte, wurde dann aber stattdessen Rektor am Lyzeum in Hanau. Er wurde dort Professor und Konsistorialrat.
Er veröffentlichte Aufsätze als Entomologe und schrieb ein Buch über Schmetterlinge und Insekten der Wetterau.
1784 schlug er eine Art optischen Telegraphen für die Verbindung Leipzig nach Hamburg vor mit vier Arten von Raketen und verfolgte das Thema auch in weiteren Abhandlungen.

## Schriften
- Gesammeltes, vermehrtes und berichtigtes Realwörterbuch über die classischen Schriftsteller der Griechen und Lateiner, beides die heiligen und profanen, in Erläuterungen der dahin gehörigen Künste und Wissenschaften. 7 Bände, Halle 1772–1781
- Nomenclatur und Beschreibung der Insecten der Grafschaft Hanau-Münzenberg wie auch der Wetterau und der angrenzenden Nachbarschaft dies und jenseits des Mains. 2 Bände, Hanau 1778–1779 (Digitalisat).
- Icones papilionum diurnorum quotquot adhuc in Europa oder, Abbildungen und Beschreibungen aller bekannten europaeischen Tagfalter . 3 Bände, Hannover 1779–1781 (Digitalisat Band 1; Band 2; Band 3).
- Ueber sein am ein und zwanzigsten December 1784 angekündigtes Problem einer Korrespondenz in ab- und unabsehbaren Weiten der Kriegsvorfälle, oder über Synthematographik ... in Schreiben an Se. Hochfürstliche Durchlaucht den Prinzen Ferdinand, Herzogen zu Braunschweig und Lüneburg. 5 Bände, Hanau 1785–1788 (Digitalisat).
  - französisch: Correspondance sur le problème annoncé le 21. Dec. 1784 relativement aux distances que l'oeil peut parcourir, ou qu'il ne sauroit atteindre dans les événemens militaires, ou sur la synthematographique. 5 Bände Hanau 1785ff.